# Fichous-Riumayou
Fichous-Riumayou [fiʃus ʁjymaju] ist eine französische Gemeinde mit 203 Einwohnern (Stand 1. Januar 2022) im Département Pyrénées-Atlantiques in der Region Nouvelle-Aquitaine. Die Gemeinde gehört zum Arrondissement Pau und zum Kanton Artix et Pays de Soubestre (bis 2015: Kanton Arzacq-Arraziguet).
Die Einwohner werden Fichousais und Fichousaises genannt.

## Geographie
Fichous-Riumayou liegt auf einer Hochfläche ca. 25 km nördlich von Pau in der historischen Provinz Béarn am nördlichen Rand des Départements.
Umgeben wird Fichous-Riumayou von den Nachbargemeinden:
| Garos    | Louvigny                                    | Mialos |
|          | Kompassrose, die auf Nachbargemeinden zeigt |        |
| Larreule |                                             | Lonçon |

Fichous-Riumayou liegt im Einzugsgebiet des Flusses Adour. Zwei Nebenflüsse des Luy de France, der Riumayou und die Rance, durchqueren das Gemeindegebiet.

## Geschichte
Die erstmalige Erwähnung von Fichous erfolgte im 12. Jahrhundert, zur gleichen Zeit wurde die romanische Kirche errichtet. Das Dorf entwickelte sich schrittweise und wurde ein wichtiger Wallfahrtsort zu Ehren des heiligen Lupus, um Heilung bei Hautkrankheiten wie z. B. Lepra zu erbitten. Der Standort der Kirche und des Friedhofs auf einer erhöhten rechteckigen Fläche lässt auf eine Befestigung im Mittelalter schließen. In diesem Fall existierte sicherlich auch eine Burg, die von einer Ringmauer umgeben war, hinter der die Bevölkerung Schutz suchen konnte im Fall eines Angriffs. Bis zur Schaffung des Départements Basses Pyrénées während der Französischen Revolution gehörte Fichous zur Chalosse, ein Gebiet, das zur Gascogne, heute zum Département Landes, gehört. Lehnsherr von Riuamayou hingegen war der Vasall des Vicomtes von Béarn. Bei einem Zensus im Béarn im Jahr 1385 wurden in Riuamayou 14 Haushalte gezählt und vermerkt, dass das Dorf zur Bailliage von Garos gehört.
Als 1792 die neuen Pfarrbezirke zugeschnitten wurden, wurde Fichous zur Pfarrgemeinde erhoben, mit einer Außenstelle in Larreule und einem Oratorium in Lonçon. Die Gemeinde Riumayou besaß zu keiner Zeit ein eigenes Gotteshaus.
Am 22. März 1842 haben sich die Gemeinden Fichous und Riumayou zur heutigen Gemeinde Fichous-Riumayou zusammengeschlossen.
Toponyme und Erwähnungen von Fichous waren:
- Fixoos (12. Jahrhundert, laut Pierre de Marcas Buch Histoire de Béarn),
- Fixos (1513, Notare von Garos),
- Fixous (1675, Manuskriptsammlung des 16. bis 18. Jahrhunderts),
- Fichoux (1750, Karte von Cassini),
- Fichoux (1793, Notice Communale) und
- Fichons und Fichous (1801, Bulletin des Lois).[4][6][7]

Toponyme und Erwähnungen von Riumayou waren:
- Arrimaior und Arimaioo (1385 bzw. 12. Jahrhundert, Zensus im Béarn),
- Arriu-Mayor (1487, Manuskripte des 15. und 16. Jahrhunderts),
- Riumayor (1513, Notare von Garos),
- Arriu-Mayoo und Riumayour (1546 bzw. 1675, Manuskriptsammlung des 16. bis 18. Jahrhunderts),
- Rui-majour (1750, Karte von Cassini),
- Riumayou (1793, Notice Communale) und
- Ruimayou und Riumayou (1801, Bulletin des Lois).[4][6][8]

### Einwohnerentwicklung
Nach Höchstständen der Einwohnerzahl von über 400 Einwohnern in der Mitte des 19. Jahrhunderts ist die Zahl bei kurzen Wachstumsphasen bis zu den 1970er Jahren insgesamt um rund 70 % gesunken. Seitdem ist die Zahl der Bewohner wieder stetig angestiegen.
| Jahr      | 1962 | 1968 | 1975 | 1982 | 1990 | 1999 | 2006 | 2009 | 2022 |
| --------- | ---- | ---- | ---- | ---- | ---- | ---- | ---- | ---- | ---- |
| Einwohner | 150  | 138  | 128  | 128  | 138  | 146  | 152  | 159  | 203  |

## Sehenswürdigkeiten
- Pfarrkirche von Fichous-Riumayou, gewidmet Gerontius, Bischof von Aire-sur-l’Adour im 5. Jahrhundert, der Teile der Gascogne christianisierte. Sie ist im 12. Jahrhundert im romanischen Steil errichtet worden, im 15. Jahrhundert sind die Wandöffnungen für die Fenster vergrößert worden, um mehr Licht hereinzulassen, und im 19. Jahrhundert wurde sie vollständig restauriert. Durch die verschiedene baulichen Veränderungen während der Jahrhunderte wirkt das Mauerwerk durch die Verwendung verschiedener Materialien heterogen. Zwei Christusmonogramme mit einem Durchmesser von 45 cm schmücken die Kirche, eines am südlichen Eingangsportal, an anderes auf der Vorderseite des Altars im Kircheninnern. Beide Inschriften sind in derselben Arbeit in einen Molassesandstein gehauen. Es gibt zwei Annahmen bezüglich der Stelle, an der sich das Christusmonogramm am Altar ursprünglich befand. Eine besagt, dass es früher ein zweites Portal gegeben hätte, eine andere, dass es dereinst zusammen mit dem anderen das heutige Portal verziert hätte, eines auf dem Türsturz, das andere im Vorbau. Altar, Tabernakel und ein Ölgemälde aus dem 19. Jahrhundert als Teil des Mobiliars sind als nationale Kulturgüter registriert. Letzteres hängt an einer Seitenwand des Kirchenschiffs und zeigt den gekreuzigten Christus, zu seinen beiden Seiten Maria und den Apostel Johannes. Maria hat die Hände gefaltet, Johannes hält eine Hand auf seinem Herzen. Jesus wird als noch lebend dargestellt, seine Augen auf den Himmel gerichtet. Die beiden Flügel als Teil des Bildrahmens zeigen als Relief pflanzliche Motive in roten, blauen und goldenen Farbtönen und sind die einzigen Überbleibsel eines Altarretabels aus der zweiten Hälfte des 18. Jahrhunderts.[10][11][12][5]

## Wirtschaft und Infrastruktur

### Bildung
Die Gemeinde verfügt über eine öffentliche Grundschule.

### Sport und Freizeit
Der Fernwanderweg „GR 653“ von Toulouse nach Jaca, der einem Abschnitt der Via Tolosana, dem südlichsten der vier Jakobswege, entspricht, führt durch das Ortszentrum.
Ebenso der Fernwanderweg „GR 65“ von Genf nach Roncesvalles. Er folgt ab Le Puy-en-Velay der Via Podiensis, einem weiteren der vier historischen Wege der Jakobspilger in Frankreich.

### Verkehr
Fichous-Riumayou ist angeschlossen an die Routes départementales 32, 278 und 279.